# Antiblemma palindica
Antiblemma palindica är en fjärilsart som beskrevs av William Schaus 1901. Antiblemma palindica ingår i släktet Antiblemma och familjen nattflyn. Inga underarter finns listade i Catalogue of Life.